# Nils Politt
Nils Politt (Colónia, 6 de março de 1994) é um ciclista profissional alemão que atualmente corre para a equipa Bora-Hansgrohe.

## Palmarés

### Estrada
- 2016
  - 3.º no Campeonato da Alemanha Contrarrelógio

- 2017
  - 3.º no Campeonato da Alemanha Contrarrelógio

- 2018
  - 1 etapa da Volta à Alemanha[3]

- 2019
  - 2.º no Campeonato da Alemanha Contrarrelógio

- 2021
  - 1 Etapa no Tour de France

### Pista
- 2020
- Seis dias de Bremen (junto a Kenny De Ketele)[4]

## Resultados em Grandes Voltas e Campeonatos do Mundo
| Corrida                | Corrida                | 2013 | 2014 | 2015 | 2016 | 2017  | 2018 | 2019 | 2020  | 2021 |
| ---------------------- | ---------------------- | ---- | ---- | ---- | ---- | ----- | ---- | ---- | ----- | ---- |
|                        | Giro d'Italia          | —    | —    | —    | —    | —     | —    | —    | —     | —    |
|                        | Tour de France         | —    | —    | —    | —    | 95.º  | 87.º | 64.º | 120.º |      |
|                        | Volta a Espanha        | —    | —    | —    | —    | —     | —    | —    | —     | —    |
| Mundial em Estrada     | Mundial em Estrada     | —    | —    | —    | Ab.  | 114.º | —    | 19.º | —     | —    |
| Mundial Contrarrelógio | Mundial Contrarrelógio | —    | —    | —    | —    | —     | —    | 22.º | —     | —    |

—: não participa

Ab.: abandono